# Arthur Geoffrey Walker
Arthur Geoffrey Walker (* 17. Juli 1909 in Watford, Hertfordshire, England; † 31. März 2001) war ein britischer Mathematiker, der sich mit Differentialgeometrie beschäftigte und bedeutende Beträge zur Kosmologie geleistet hat.
Walker studierte ab 1931 an der Universität Oxford, zuletzt unter dem Einfluss von Edward Arthur Milne. Er promovierte an der University of Edinburgh, wo er von Arthur Eddington geprüft wurde, und war dann Post-Doc am Imperial College in London. 1936 wurde er Dozent an der University of Liverpool und ab 1947 Professor an der University of Sheffield. Ab 1952 war er wieder Professor in Liverpool, wo er 1974 emeritierte.
1955 wurde er Mitglied der Royal Society, und er war auch Mitglied der Royal Society of Edinburgh, deren Keith Medal er 1950 erhielt. 1947 erhielt er den Junior Berwick-Preis der London Mathematical Society.
Walker war ein ausgebildeter Geometer, er ist aber heute besser bekannt für seine Beiträge zur allgemeinen Relativitätstheorie.  Zusammen mit Alexander Friedmann, Georges Lemaître und Howard P. Robertson entwickelte er die wohlbekannte Friedmann-Lemaître-Robertson-Walker-Metrik, welche eine exakte Lösung der Einsteinschen Feldgleichungen der allgemeinen Relativitätstheorie darstellt. Robertson und Walker gaben dabei Ende der 1930er Jahre der Arbeit ihrer Vorgänger (Friedmann veröffentlichte 1922 und 1924, blieb aber weitgehend unbeachtet und starb schon 1925, Lemaitre entdeckte die Lösung 1927 wieder, seine Arbeiten wurden durch Eddington auch in England veröffentlicht) eine strenge mathematische Grundlage. Mit Enrico Fermi, führte er den Begriff des Fermi-Walker-Transports und der Fermi-Walker-Ableitung ein.
1975 erschien sein Buch Introduction to geometrical cosmology, das aus Vorlesungen an der University of Arizona hervorging. 1953 erschien das Buch Harmonic Spaces mit Ruse und Thomas Willmore (der auch kurz darauf ein Kollege in Liverpool wurde).

## Publikationen (Auswahl)
- Relative co-ordinates, Edinburgh : R. Grant and Son, 1932
- Geometry and the universe, Sheffield, 1948
- Harmonic spaces, Rom : Edizioni cremonese, 1961
- Introduction to geometrical cosmology, Tucson : University of Arizona, Department of Mathematics, 1976